# Oscar Sinigaglia
Oscar Sinigaglia (Roma, 31 ottobre 1877 – Roma, 30 giugno 1953) è stato un ingegnere e industriale italiano.

## Biografia

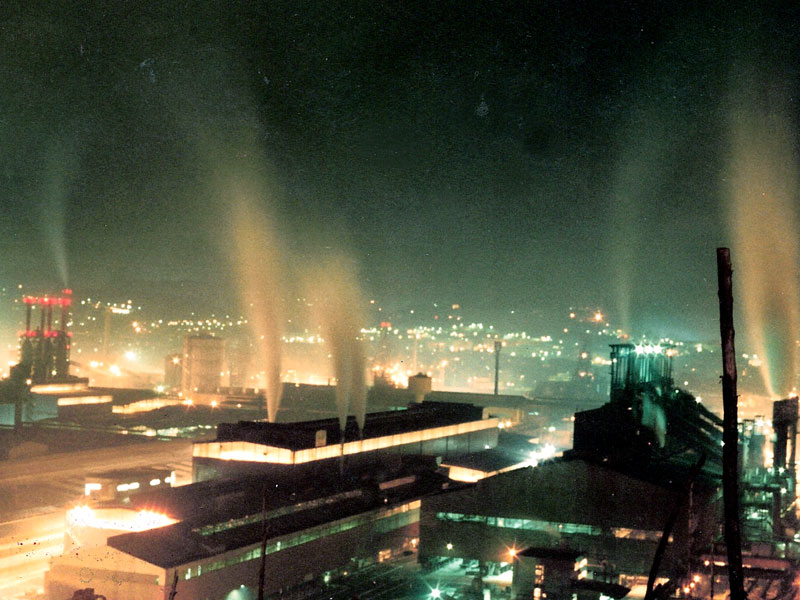
Gli stabilimenti siderurgici di Bagnoli, oggi dismessi

Nato in una famiglia romana di religione ebraica, fu volontario della prima guerra mondiale (gli furono assegnate tre medaglie al valor militare e Armando Diaz lo volle al suo fianco nella guida del Comando supremo), sostenitore della causa dell'italianità di Fiume, dopo il 1930 iniziò la riorganizzazione dell'industria siderurgica italiana e fu presidente dell'ILVA nel biennio 1933-1934. Successivamente fu estromesso dalla vita pubblica italiana a seguito delle cosiddette leggi sulla difesa della razza (1938), in quanto ebreo.
Dopo il 1945, terminata la rovinosa seconda guerra mondiale che aveva causato danni ingenti al sistema produttivo italiano, fu chiamato alla presidenza della Finsider, società del gruppo IRI (che dirigerà fino alla sua scomparsa), e gettò le basi per riorganizzare la siderurgia italiana con il cosiddetto piano Sinigaglia, basato sulla ricostruzione dello stabilimento di Cornigliano, che venne in seguito intitolato al suo nome, e sull'integrazione verticale delle lavorazioni a Piombino e Bagnoli.
All'indomani del terremoto del 1908, come giovane ingegnere, si era occupato dell'opera di assistenza ai terremotati di Reggio Calabria e Messina. Più tardi, negli anni quaranta, creò e diresse con la moglie Marcella Mayer (figlia del fondatore del quotidiano il Piccolo di Trieste, Teodoro Mayer) l'opera per l'assistenza ai profughi giuliani e dalmati.
Nel 1952 fu insignito dalla presidenza della Repubblica Italiana del titolo di cavaliere del lavoro.
A Sinigaglia è intitolato un viale del quartiere Giuliano-Dalmata di Roma.